# Palazzo Gualino
Palazzo Gualino, o Palazzo Novecento, è uno storico edificio di Torino, ubicato al civico 8 di corso Vittorio Emanuele II, che rappresenta uno dei più evidenti esempi di razionalismo italiano.

## Storia
Sorto sul terreno occupato precedentemente da Villa Gallenga compreso tra corso Vittorio Emanuele II e via della Rocca, l'edificio fu progettato nel 1927 dagli architetti Gino Levi-Montalcini e Giuseppe Pagano, su commissione del noto finanziere e mecenate biellese Riccardo Gualino per farne la nuova sede delle sue imprese. 
Fu realizzato tra il 1928 e il 1930 e secondo quanto riportato dalla stampa di settore dell'epoca, l'edificio fu il primo d'Italia a essere concepito appositamente per ospitare esclusivamente uffici. Al suo completamento, fu acclamato dalla stampa di settore come simbolo della nascente corrente del Razionalismo italiano. Fu sede delle molteplici aziende di Gualino tra cui la SNIA fino al 1932, quando Gualino venne arrestato, costretto al confino e le sue aziende sequestrate e messe all'asta. Dapprima l'intero immobile fu acquisito dalla Fiat e divenne sede dell'ufficio personale del Sen. Agnelli e in seguito fu sede degli uffici dei nipoti Giovanni Agnelli e Umberto Agnelli. 
Negli anni novanta del Novecento venne acquisito dal Comune di Torino che vi dislocò la sede di alcuni uffici pubblici.
A partire dagli anni Duemila divenne parte del Fondo Città di Torino che eseguì un primo, necessario restauro variandone anche la destinazione d'uso da commerciale a misto residenziale.
Nel marzo 2012 il Comune di Torino decise di alienare l'edificio, permettendo ai nuovi proprietari di convertirlo, non senza polemiche, a uso esclusivamente abitativo, suddividendolo in unità immobiliari residenziali di prestigio.
Nell'estate del 2012 la nuova proprietà aveva svelato l'intento di ristrutturare l'intero edificio, destinandolo prevalentemente a uso residenziale. Questa decisione non tardò a far insorgere polemiche anche tra gli eredi stessi dell'architetto Levi-Montalcini, poiché l'originale natura dell'edificio fu celebre per essere appositamente concepita per ospitare uffici. Tuttavia, l'ambizioso progetto firmato dall'architetto torinese Armando Baietto prevedeva la suddivisione delle superfici in unità immobiliari di prestigio, nonché la realizzazione di una grande autorimessa sotterranea mediante una complessa tecnica edilizia. Nonostante l'avvio dei lavori in pompa magna, il cantiere si interruppe nel 2013 per il fallimento della società che operò la ristrutturazione. L'interruzione dei lavori perdurò fino all'ottobre 2016 quando l'IPI ha rilevato la proprietà dell'edificio. Nel marzo del 2017 sono proseguiti i lavori di recupero che sono stati completati nel 2019, ribattezzando l'edificio Palazzo Novecento.

## Descrizione

### Configurazione originale
L'edificio coniuga l'avanguardia tecnica e funzionale alla volontà di realizzare un'opera austera ma "antimonumentale". La struttura è caratterizzata dalla simmetria della facciata nettamente suddivisa nei diversi ordini: sette piani sul corso e cinque affacciati sulla via laterale. A scandire ulteriormente questa suddivisione contribuiva la cromìa originale delle facciate che prevedeva un accostamento di giallo chiaro e verde acqua ma la vera innovazione, oltre all'impiego di materiali d'avanguardia, era nella rivoluzionaria disposizione degli spazi. Gli uffici dirigenziali, concentrati agli ultimi piani anziché al consueto piano nobile, furono infatti l'evidente elemento di novità nel contesto architettonico torinese dell'epoca. Nella veranda dell'ultimo piano, caratterizzata dall'ampia vetrata con affaccio sull'antistante Parco del Valentino, aveva sede l'ufficio presidenziale di Riccardo Gualino; inoltre le ampie finestre, il largo uso del cemento armato, la copertura con un tetto pensile e la progettazione contestuale di tutti gli arredi completavano l'opera nella sua interezza.

### Nuova configurazione a uso residenziale
Inizialmente, il primo progetto di ristrutturazione dell'architetto Baietto disegnava una suddivisione delle superfici in 30 unità immobiliari, insieme a un'ampia autorimessa sotterranea da 75 posti auto da realizzarsi con la tecnica "top-down", che avrebbe consentito di effettuare i necessari lavori di scavo per la realizzazione di nuove fondazioni.
La variante al progetto dell'ultima ristrutturazione portò Palazzo Novecento a ospitare un totale di 47 unità abitative di varia metratura, accessibili da tre diverse scale indipendenti e la nuova autorimessa di tre piani interrati accessibile da una rampa d’accesso coperta.